# Leeonzer Barber
Pour les articles homonymes, voir Barber.
Leeonzer Barber est un boxeur américain né le 18 février 1966 à Detroit, Michigan.

## Carrière
Passé professionnel en 1986, il remporte le titre vacant de champion du monde des poids mi-lourds WBO le 9 mai 1991 en battant par arrêt de l'arbitre à la 6e reprise Tom Collins. Barber défend victorieusement sa ceinture contre Anthony Hembrick, Mike Sedillo, Andrea Magi et Nicky Piper avant d'être battu le 10 septembre 1994 par le Polonais Dariusz Michalczewski.